# Nabis kalmii
Nabis kalmii är en insektsart som beskrevs av Reuter 1872. Nabis kalmii ingår i släktet Nabis och familjen fältrovskinnbaggar. Inga underarter finns listade i Catalogue of Life.